# Gomphus davidi
Gomphus davidi là một loài chuồn chuồn ngô thuộc họ Gomphidae. Loài này có ở Israel, Jordan, Liban, Syria, và Thổ Nhĩ Kỳ. Các môi trường sống tự nhiên của chúng là đầm lầy, đầm nước ngọt, ao, và kênh đào và mương rãnh. Nó bị đe dọa do mất môi trường sống.